# Metalectra agathia
Metalectra agathia là một loài bướm đêm trong họ Erebidae.